# Шатьмапосинское сельское поселение
Шатьмапо́синское се́льское поселе́ние (чув. Шетмĕпуç ял тăрăхĕ) — муниципальное образование в составе Моргаушского района Чувашской Республики. Административный центр — д. Шатьмапоси.
В Шатьмапосинское сельское поселение входят 8 деревень. Главой поселения является Александров Николай Поликарпович

## Организации
- ООО «Агрофирма им. Мичурина»;
- ООО «АПФ Колос»;
- СПСК «Клим»;
- МОУ «Шатьмапосинская ООШ»;
- МОУ «Тиушская начальная школа — детский сад»;
- 2 сельские модельные библиотеки;
- два сельских дома культуры;
- 1 фельдшерско-акушерский пункт;
- Шатьмапосинское отделение общей врачебной практики;
- 7 магазинов Моргаушского Райпо;
- магазин «Весна»;
- магазин «Солнышко»;
- магазин «Шатьма».

## Населённые пункты
На территории поселения находятся следующие населённые пункты:
| Название   | Тип населённого пункта          | Население |
| ---------- | ------------------------------- | --------- |
| Шатьмапоси | Деревня, административный центр |           |
| Кадыкой    | Деревня                         |           |
| Карманкасы | Деревня                         |           |
| Торханы    | Деревня                         |           |
| Сарчаки    | Деревня                         |           |
| Авданкасы  | Деревня                         |           |
| Тиуши      | Деревня                         |           |
| Обрыскино  | Деревня                         |           |